# Manó Andrássy
El Conde Manó Andrássy de Csíkszentkirály et Krasznahorka (3 de marzo de 1821-23 de abril de 1891) fue un pintor, caricaturista, coleccionista, viajero y político húngaro. Fue miembro de la Academia Húngara de Ciencias. Se desempeñó como representante en la Dieta de Hungría desde 1881 hasta 1891.
Participó en la revolución húngara de 1848. Tras la derrota vivió en el exilio, en esa época viajó por Asia (principalmente China e India). Tras su regreso, adquirió gran mérito por la regulación del río Tisza. Se convirtió en Conde (viene) de los condados de Gömör és Kis-Hont y Zemplén .

## Familia
Sus padres eran el conde Károly Andrássy, un político, y la condesa Etelka Szapáry. Su hermano menor fue Gyula Andrássy Sr., primer ministro de Hungría y ministro de Relaciones Exteriores de Austria-Hungría. Manó se casó con la condesa Gabriella Pálffy de Erdőd (1833-1914).

## Obras
- Az Utazás Kelet Indiákon: Ceilán, Java, Khina, Bengala (1853)
- Hazai vadászatok és sport (editor, 1857)

## enlaces externos
- Media related to Manó Andrássy at Wikimedia Commons

- Művészeti Kislexikon,  Akadémiai Kiadó, 1973
- «Biografía en el almanaque del Parlamento de 1887-1892» (en húngaro). ogyk.hu. Archivado desde el original el 26 de abril de 2012. Consultado el 23 de abril de 2011.
- Beatrix Basics. «Secretos de una colección - fotos del castillo Andrássy de Betler» (en húngaro). Vörös Postakocsi. Consultado el 23 de abril de 2011.

- Datos: Q768860
- Multimedia: Manó Andrássy / Q768860